# Phil Kline
Phil Kline (Akron (Ohio), 1953) is een Amerikaanse componist, geluidskunstenaar en vertolker, meest bekend om zijn Unsilent Night (1992) en Zippo Songs (2004). Begonnen als gitarist en zanger in het artpunkcircuit in New York, heeft Kline sindsdien bekendheid gekregen door zijn liedcycli en theatrale werken, kunstwerken voor muzikale uitvoeringen, werken met Bang on a Can en WQXR's online radioshow voor nieuwe muziek. Met tot nu toe vijf studioalbums is een groot deel van zijn compositorische werk te vinden bij Cantaloupe Music.

## Biografie
Kline werd geboren in 1953 en groeide op in Akron, Ohio. Nadat hij naar New York was verhuisd om een graad in Engelse literatuur aan de Columbia University te behalen, ging hij naar het Mannes College of Music. Eind jaren 1970 begon Kline zijn carrière als fulltime muzikant en trad hij voor het eerst toe tot de band Dark Day met Robin Crutchfield (ook van de band DNA). Toen hij Dark Day verliet, formeerde hij samen met filmmaker Jim Jarmusch, auteur Luc Sante en schilder James Nares de artpunkband The Del-Byzanteens. Na deze projecten toerde hij ook internationaal, nam hij op met het Glenn Branca Ensemble en begon hij te assisteren bij videoprojecten van Nan Goldin.
Als vervolg op zijn experimentele werk begon Kline met het maken van op geluid gebaseerde geluidsinstallaties voor verzamelingen boomboxen, geïnspireerd op het werk van Brian Eno, Steve Reich en Glenn Branca. De eerste hiervan heette Bachman's Warbler  (1990), die geschreven was voor mondharmonica en twaalf boomboxen en in première ging in Bang on a Can Marathon in New York in 1992. Het concept achter deze stukken droeg later bij aan zijn Unsilent Night (1992), wat sindsdien Kline wereldwijde erkenning heeft gebracht. Unsilent Night, voor het eerst opgevoerd in New York, is een jaarlijks terugkerend openbaar stuk, waaraan iedereen kan deelnemen. Elk jaar in december, als onderdeel van deze voorstelling, trekt een vrijwilligersparade met boomboxen en andere muziekspelers door Greenwich Village, waar een sfeervolle kakofonie van opgenomen klokken, harpen en elektronische instrumenten aan de buurt wordt gepresenteerd. Terwijl Unsilent Night muzikale verwijzingen naar oude kerstmuziek bevat, zijn het stuk zelf en de uitvoering niet religieus-specifiek. Sinds de première in 1992 heeft de Unsilent Night-traditie zich verspreid over meer dan 116 steden over de hele wereld, voornamelijk in de Verenigde Staten en Canada, maar ook naar grote steden in Europa, Oceanië, Afrika en Azië.
Het andere opmerkelijke werk van Kline omvat voornamelijk liedcycli en opera. Kline's liedcycli hebben van oudsher politieke thema's gehad, zoals zijn Three Rumsfeld Songs, die tekst lenen van de Pentagon-briefings van minister van Defensie Donald Rumsfeld na de terroristische aanslagen van 11 september en tijdens de Irakoorlog. De bron voor Kline's Zippo Songs (2004), de liedcyclus waarvoor hij het meest bekend is, komt van door de Amerikaanse regering uitgegeven Zippo Lighters uit de Vietnamoorlog, waarop enkele soldaten korte uitspraken of gedichten hebben geëtst. Deze uitspraken en gedichten, gebundeld in Zippo Songs, bieden daarom een blik in het sociale, spirituele, seksuele en emotionele leven van deze Amerikaanse soldaten uit de Vietnamoorlog. Zippo Songs is geschreven voor zanger Theo Bleckmann, maar ook voor viool, percussie en gitaar. Kline's lounge-geïnspireerde, geënsceneerde liederencyclus Out Cold (2012) - over de wanhoop van verloren liefde - werd ook geschreven voor en uitgevoerd door Bleckmann. Meer recentelijk verdiepte Kline zich in het operagenre met zijn Tesla, die het leven en werk van uitvinder Nikola Tesla verkent, in samenwerking met filmmaker Jim Jarmusch, een collega van hun band The Del-Byzanteens. Kline heeft ook muziek geschreven voor dans en ballet, zoals zijn werk voor het Birmingham Royal Ballet.
Afgezien van deze projecten omvat het werk van Kline doorlopende opdrachten van Bang on a Can, American Opera Projects, het Brooklyn Youth Chorus, WNYC, de New York State Council on the Arts, Ethel en Alice Tully Hall in Lincoln Center, Jennifer Koh, Muzik3, het La Jolla Symphony Orchestra, het St. Luke's Chamber Ensemble en voor het Kotschmar Memorial Organ in Portland (Maine). Bovendien waren zijn werken overal ter wereld te zien, waaronder in het Lincoln Center, het Barbican Centre, het Koninklijk Concertgebouw van Amsterdam, de Brooklyn Academy of Music, het Royal Conservatory of Music of Toronto, The Whitney Museum, The Cleveland Museum of Art, het Kimmel Center, Trinity Church, Symphony Space, National Sawdust, The Kitchen en het Badlands National Park.

### Kritische receptie
Gedurende zijn carrière wordt de muziek van Phil Kline gerespecteerd vanwege zijn experimentele karakter. The New York Times omschrijft het als met de tonale rijkdom van Samuel Barber, de soberheid van Igor Stravinsky en de harmonische pikantheid van György Ligeti en het New Yorkse tijdschrift heeft gezegd dat Kline lang geleden onafhankelijk verklaard is van elke muzikale instelling. Kline's Unsilent Night wordt een magische muzikale parade genoemd, een eerbetoon aan de vreugde van zingen (The Village Voice) en een etherische klanksculptuur (The Guardian). Het staat bekend om het goedaardige gevoel van verwondering dat het waarnemers heeft bijgebracht (San Francisco Chronicle). Bovendien, hoewel Brian Olewnick (The Squid's Ear) zei dat Kline's Zippo Songs een gebrek aan memorabiliteit heeft, beschreef Alex Ross (The New Yorker, The Rest is Noise) deze collectie als een van de meest brutaal openhartige liedcycli ooit geschreven en Anne Midgette voor The New York Times beschreef het als briljante Amerikaanse liederen voor de 21e eeuw. Kline's hedendaagse bewerking van de katholieke mis John the Revelator (2006), werd ongebruikelijk en bewegend genoemd (The New York Times) en AllMusic noemde het gemakkelijk een van de meest ontroerende en boeiende massasituaties in de recente geschiedenis.

## Discografie

### Studioalbums
- 2009: John the Revelator (Cantaloupe Music)
- 2009: Around the World in a Daze (Starkland)
- 2004: Zippo Songs (Cantaloupe Music)
- 2001: Unsilent Night (Cantaloupe Music)
- 1998: Glow in the Dark (Composers Recordings, Inc.)
- 1997: Emergency Music (Composers Recordings, Inc.)

### Compilaties
- 2004: Messiah Remix - Hallelujah! (Cantaloupe Music)
- 2003: Ethel - Blue Room and Other Stories (Cantaloupe Music)
- 2001: Renegade Heaven - Exquisite Corpses (Cantaloupe Music)
- 2000: Immersion - The Housatonic at Henry Street (Starkland)
- 1999: The Alternative Schubertiade - Franz in the Underworld (Composers Recordings, Inc.)
- 1996: New York Guitars - Fantasy on One Note (Composers Recordings, Inc.)
- 1993: Bang on a Can Vol. 2 - Bachman's Warbler (Composers Recordings, Inc.)

- Gemeinsame Normdatei: 1088771289
- International Standard Name Identifier: 0000 0000 4574 5314
- Library of Congress Control Number: no98079513
- MusicBrainz: 1cbdd84e-1cda-4a96-921b-609bb6ec3f2b
- Nationale Bibliotheek van Israël: 987011245382105171
- Virtual International Authority File: 21762529
- WorldCat: E39PBJkhDPy9trKRch6g6C8jYP